# Helen Keller (rechter)
Helen Keller (Zürich, 1 juni 1964)  is een Zwitsers jurist en rechter.

## Carrière
Helen Keller promoveerde in 1993 aan de Universiteit van Zürich met een proefschrift in milieurecht. Vervolgens studeerde ze aan het Europacollege in Brugge waar ze in 1994 haar Master of Laws (LL.M) behaalde. Na haar studie werkte ze onder meer als juridisch adviseur bij een advocatenbureau in Zwitserland (1996-2011) en als gastprofessor aan de Universiteit van Luzern (2001-2004). Ook werd ze op 28 juli 2008 door de Algemene Vergadering van de Verenigde Naties aangesteld als opvolger van Walter Kälin aan het Mensenrechtencomité van de Verenigde Naties. Deze functie vervulde zij tot 31 december 2010.
Op 12 april 2011 werd Keller door de Parlementaire Vergadering van de Raad van Europa gekozen om Zwitserland te vertegenwoordigen bij het Europees Hof voor de Rechten van de Mens (EHRM). Ze begon haar werk als rechter voor het EHRM op 4 oktober 2011 en zal dit blijven doen tot in 2020.